# Compañía Mal Pelo
La Compañía Mal Pelo es un grupo de danza de España fundado en 1989 por Pep Ramis y María Muñoz formaron Mal Pelo, caracterizado por una autoría compartida que ha dado como resultado más de 25 espectáculos de danza. Su actividad básica gira alrededor de la creación de espectáculos, siempre unida a la necesidad de experimentar y desarrollar los temas principales que a lo largo de todos estos años han ido surgiendo de los propios procesos. Desde su creación, Mal Pelo ha ido desarrollando su propio lenguaje artístico a través del movimiento, incorporando la teatralidad, trabajando con compositores para la creación de bandas sonoras originales y colaborando con vídeo artistas. En 2008 el Ministerio de Cultura le otorgó el Premio Nacional de Danza en su categoría de creación.